# Bombardier CRJ-1000
CRJ-1000 – pasażerski odrzutowiec produkcji kanadyjskiego koncernu Bombardier. Przeznaczeniem samolotu jest wykonywanie krótkich połączeń regionalnych. Jest to wydłużona wersja CRJ900 zabierająca na pokład do 104 pasażerów. Pierwszy lot maszyny odbył się w 2008 roku. Użytkownikami tego modelu są między innymi Brit Air i Air Nostrum.
Samolot spełnia wymagania dotyczące Wspólnych Załóg (Common Crew Qualification). Umożliwia to latanie pilotów CRJ1000 na samolotach serii CRJ200, CRJ700, i CRJ900.